# Obrona koszar Czajanka
Obrona koszar Czajanka (czes. Bitva u Czajankových kasáren) – starcie zbrojne w Místku (obecnie część miasta Frydek-Mistek) 14 marca 1939 roku, uznawane za jedyny zbrojny opór armii czesko-słowackiej przeciwko wkraczającemu Wehrmachtowi w marcu 1939 roku.
Miejscowe koszary (Czajánkova kasárna, Čajánkovy kasárna) zostały wybudowane w XIX wieku i były typowym austro-węgierskim obiektem wojskowym, jakich wiele stało w ówczesnej Czechosłowacji (od października 1938 Czecho-Słowacji). W marcu 1939 roku przebywało w nich około 250–300 żołnierzy 3. batalionu 8. pieszego pułku „śląskiego” – w większości niedawno powołanych i niedoświadczonych. Po odejściu z wojska Niemców i Węgrów oraz stopniowym opuszczaniu przez Słowaków niemal wszyscy byli Czechami i Morawianami. Po południu 14 marca do miasta wkroczyły oddziały Wehrmachtu w sile 1200 żołnierzy – było to jeszcze dzień przed oficjalną zgodą zajęcia kraju przez III Rzeszę, wydaną przez prezydenta Emila Háchę podczas spotkania z Adolfem Hitlerem w Berlinie.
Podczas próby zajęcia koszar znajdujący się tam żołnierze odpowiedzieli ogniem – pierwszy atak niemiecki o godzinie 18.15 został odparty. W czasie drugiego napastnicy użyli działka przeciwpancernego i samochodu opancerzonego, ale również nie udało im się dostać do środka. Obrońcy byli jednak uzbrojeni jedynie w lekką broń i posiadali niewielkie zapasy amunicji, więc o godzinie 18.45 na rozkaz dowódcy pułku Czesi poddali się. Strona niemiecka straciła prawdopodobnie od 6 do 18 żołnierzy, a nieznana liczba odniosła rany. Po stronie czechosłowackiej odnotowano jedynie 2–3 lekko rannych.
Po obsadzeniu koszar czechosłowaccy żołnierze zostali rozbrojeni, a następnie przez kilka godzin przetrzymywani na místeckim rynku. Ostatecznie wszyscy zostali zwolnieni do domów i żaden nie poniósł konsekwencji akcji zbrojnej. Dowodzący obroną koszar kapitan Karel Pavlík w czasie okupacji znalazł się w ruchu oporu i, aresztowany przez gestapo, zginął w obozie koncentracyjnym Mauthausen-Gusen w 1943 roku. Przynajmniej jeden z obrońców zasilił później szeregi kolaboracyjnego Wojska Rządowego (Vládní vojsko).